# Château de Tressé
Le château de Tressé est un château français de style néo-classique situé dans la commune de Pouancé, dans le département de Maine-et-Loire. 
Construit comme un lieu de résidence pour la famille de Preaulx, il devient dans la seconde moitié du XXe siècle un préventorium et sanatorium départemental puis un établissement public médico-social. Le château est actuellement hôtel de luxe.

## Localisation
Le château est localisé à environ 1 km du centre de Pouancé.

## L'ancien château (disparu)
Le domaine de Tressé, qui s'étendait sur les paroisses de Saint-Aubin, La Prévière et Armaillé, est au Moyen Âge une métairie dépendant du domaine seigneurial de Pouancé. Au XVIe siècle, il est fait mention d'un moulin à drap sur le site de Tressé, puis d'une forge à la fin du même siècle. Le terrain fait partie du domaine des seigneurs de Pouancé.
En 1809, un journaliste, Étienne Antoine Feuillant, racheta le château de Pouancé et ses domaines aux héritiers du duc de Villeroy. Élu député lors des élections législatives d'août 1815, il se fit construire un premier château sur le domaine de Tressé, composé d'un étage carré éclairé par cinq travées et d'un étage de comble sur la façade nord ainsi qu'un étage de soubassement au sud pour compenser la déclivité du terrain. Il agrémenta la construction d'un parc à l'anglaise, d'un potager et d'une ferme.

## Le château actuel
En 1818, le domaine fut racheté par le marquis de Préaulx. Le premier château fut démoli et un nouveau fut commandé en 1845 à l'architecte Liberge par Joseph-Gilbert, (7e) marquis de Preaulx (1785-1849). Sa construction fut achevée dès 1848. 
Son fils, Joseph-Hilaire, (8e) marquis de Preaulx l'habita jusqu'à sa mort en 1884. Il y mèna un train de vie fastueux  grâce à une fortune considérable venue de sa mère Catherine Rouillé de Boissy du Coudray (1793-1870). Sa grande générosité est également restée longtemps célèbre dans toute la région. 
En 1874 il perdit, coup sur coup, son épouse Sophie de Gibot et sa fille unique, Sophie de Préaulx, marquise d'Aligre (1842-1873). 
Il mourut 10 ans plus tard en léguant le château à son neveu le marquis de Montault, dont la fille, la duchesse de Caylus, hérita après lui. 
En 1948, Henri Maillard, industriel, racheta le château. Il devint ensuite préventorium d'enfants et sanatorium départemental en 1951, puis accueille en 1989 une cinquantaine d'adultes handicapés jusqu'en 2013, date du transfert des résidents dans de nouveaux locaux plus adaptés. Le château et son domaine ont ensuite été vendus. 

## Chapelle du château
Une chapelle a été édifiée dans le parc, à l'est du château. Elle abrite les cercueils de :
- Sophie de Préaulx, marquise d'Aligre (1842-1873) ;
- Joseph-Hilaire, (8e) marquis de Preaulx (1814-1884) ;
- Catherine Rouillé de Boissy du Coudray, marquise de Preaulx  (1793-1870) ;
- Marie-Joséphine-Agnès de Rohan-Chabot (1854-1927) (fille du 10e duc de Rohan et d'Octavie Rouillé de Boissy du Coudray) marquise de Montault puis, après son veuvage, comtesse de Rougé et duchesse de Caylus, nièce du marquis de Preaulx ;
- Sophie de Gibot, marquise de Preaulx, épouse du bâtisseur (1815-1874).

La mémoire de divers membres de la famille y est aussi évoquée :
- Joseph, (7e) marquis de Preaulx, son bâtisseur, inhumé dans le cimetière de Pouancé ;
- Charles de Rohan-Chabot, 10e duc de Rohan, son cousin ;
- Arthur de Rougé, comte de Rougé & du Plessis-Bellière, 5e duc de Caylus, Grand d'Espagne de 1re classe, époux de Marie-Joséphine-Agnès de Rohan-Chabot (fille du 10e duc de Rohan et d'Octavie Rouillé de Boissy du Coudray).

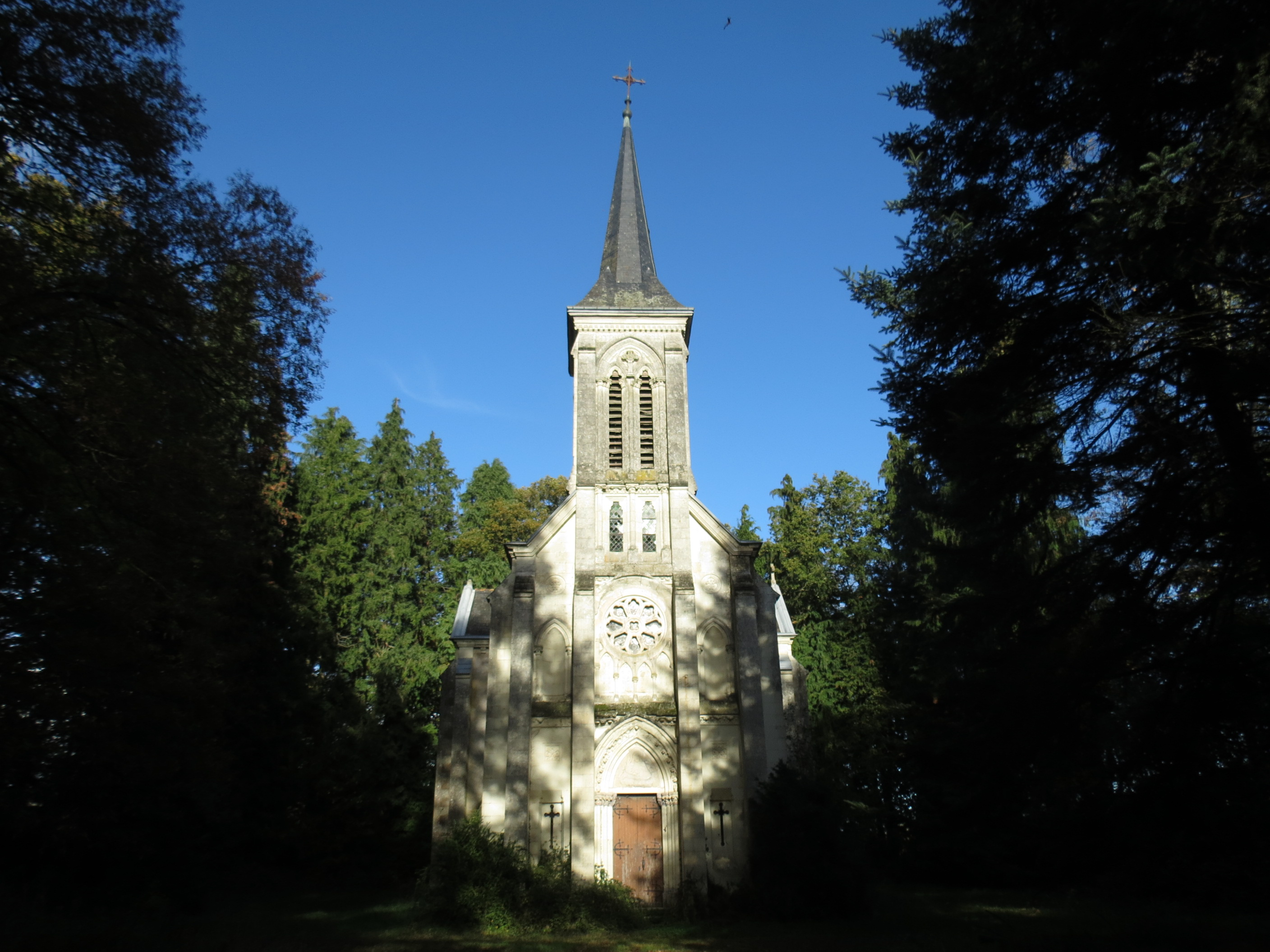
Vue de la façade.
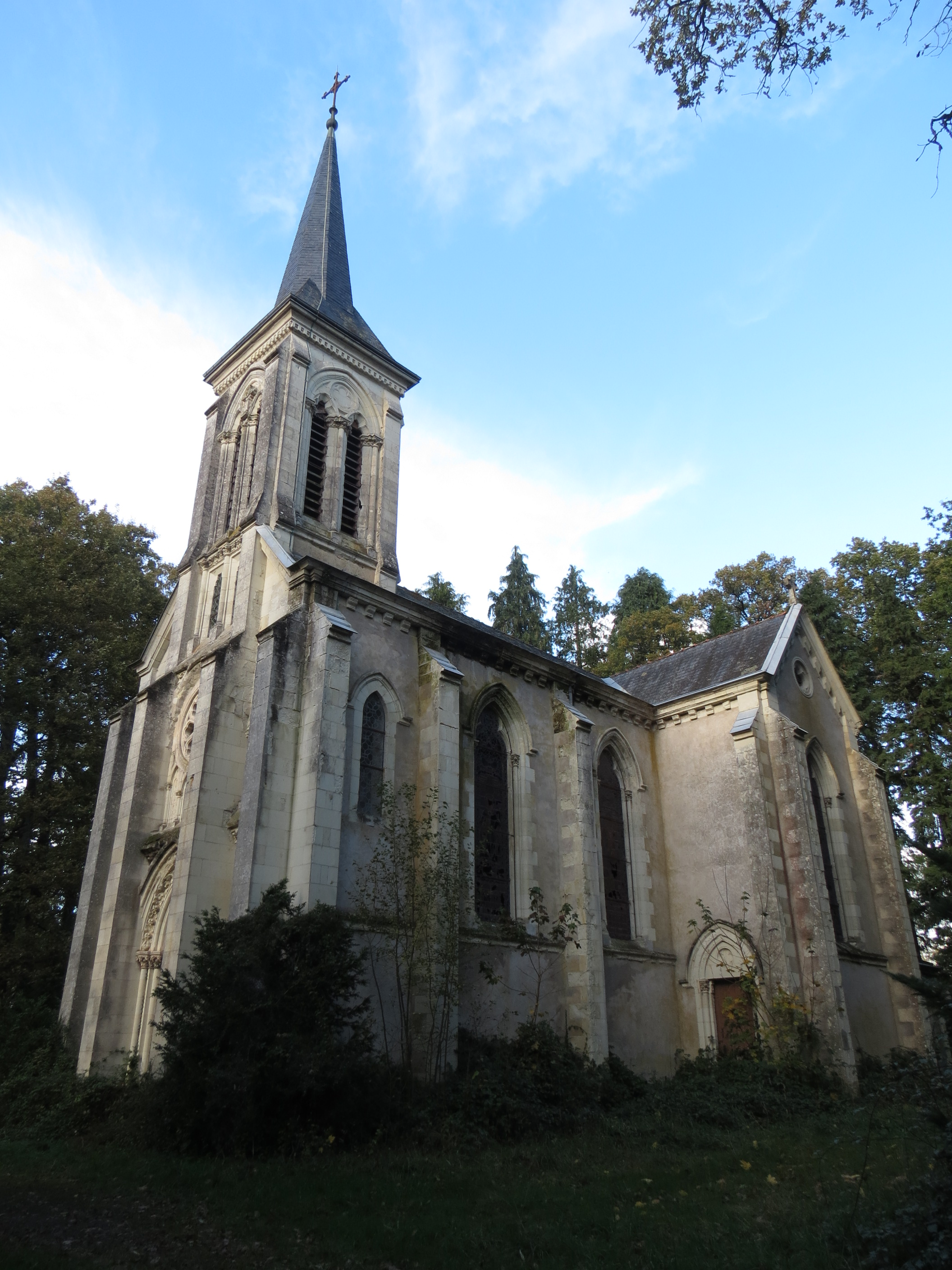
Vue depuis le sud.
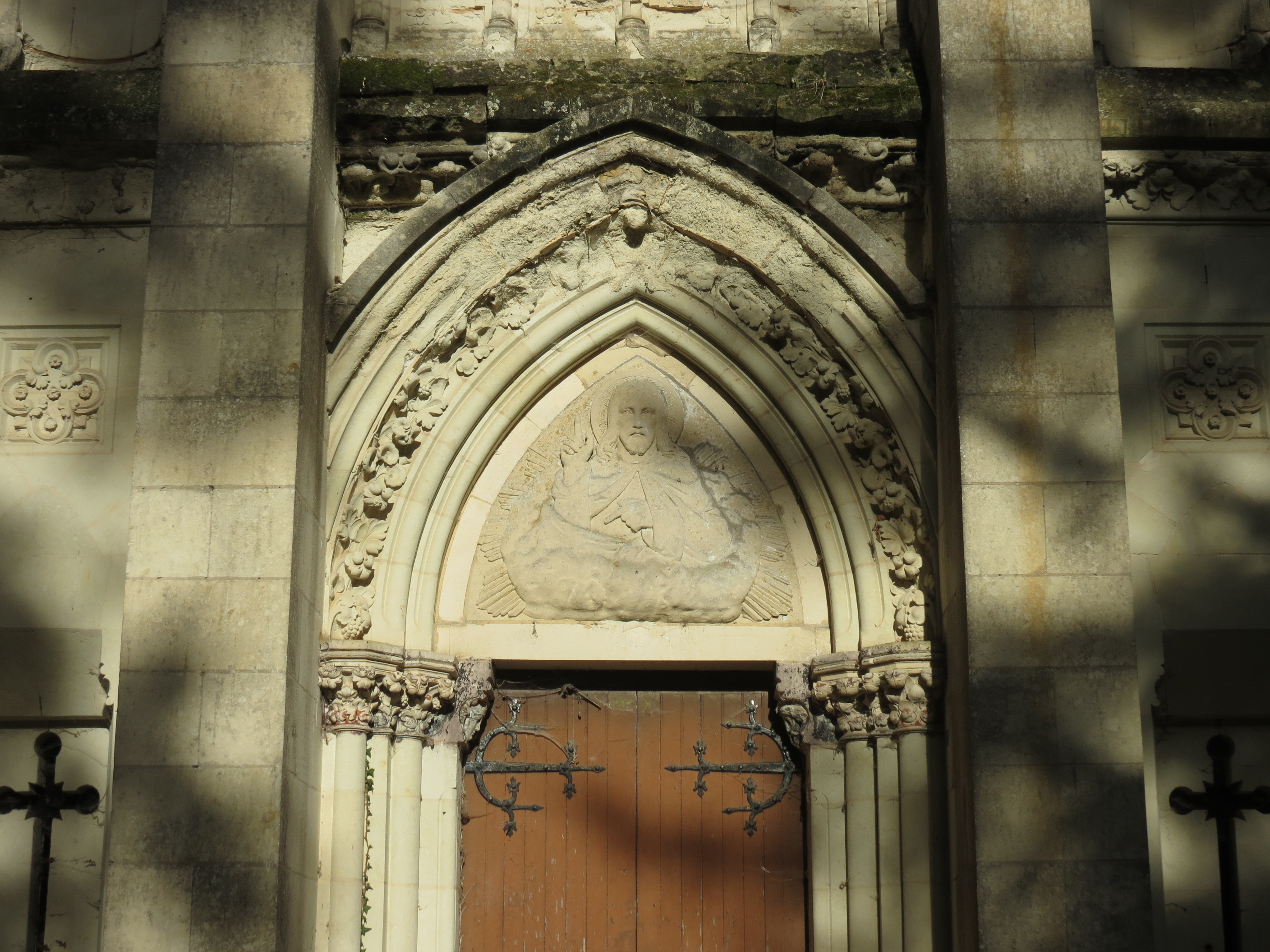
Tympan de l'entrée.
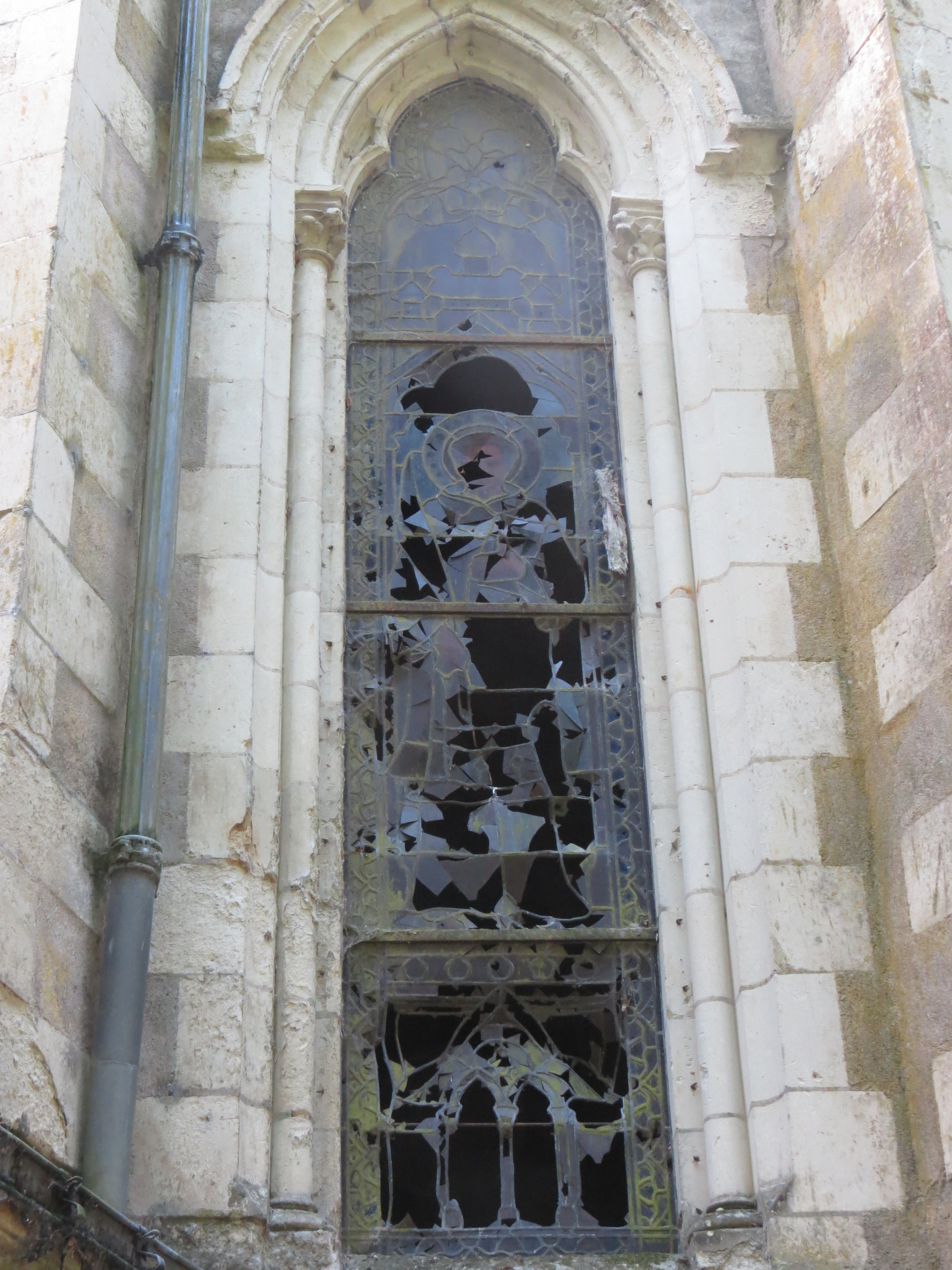
Vitrail vandalisé.
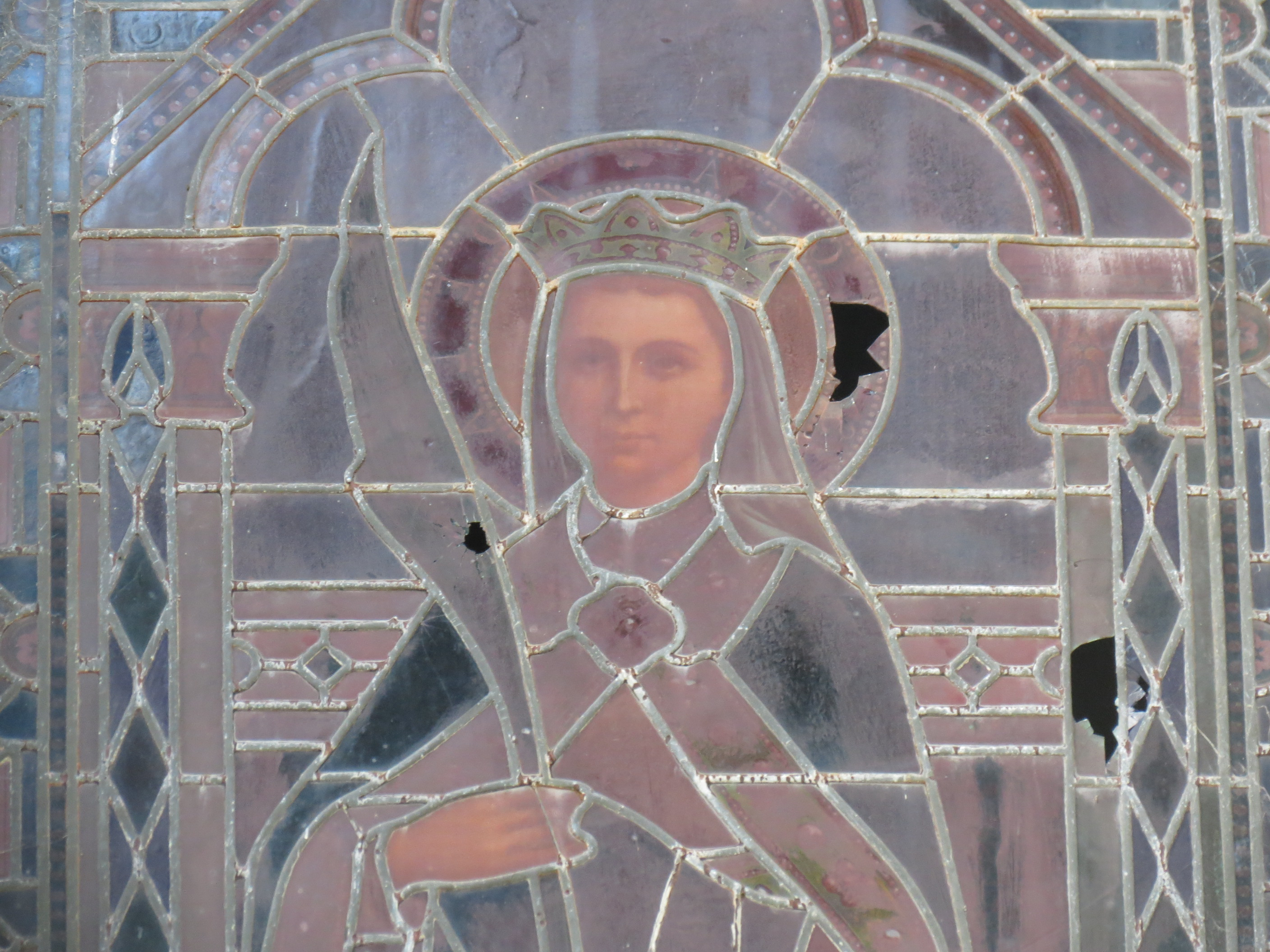
Détail d'un vitrail.
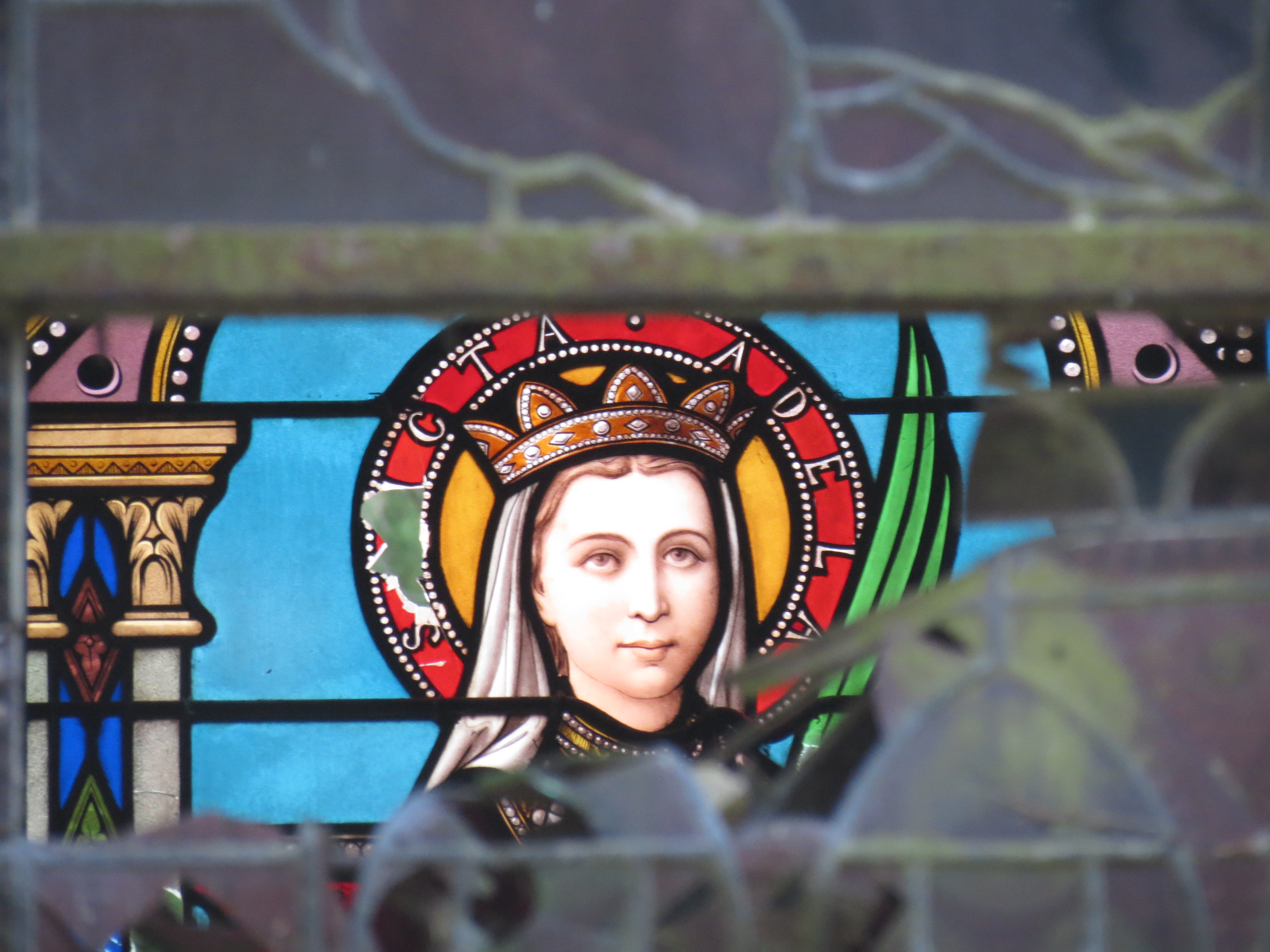
Détail d'un vitrail à travers le vandalisme.

## Architecture du château

### Généralité
Le château est un vaste bâtiment rectangulaire sur cinq niveaux. Il se compose en premier lieu d'un étage de soubassement ouvrant de plain-pied sur la façade sud Ce niveau abritait les pièces réservées au service telles que la cuisine, l'office, la salle à manger, les lingeries et des caves. Le rez-de-chaussée abritait le hall d'entrée avec l'escalier et les salles de réception telles que le grand salon, la bibliothèque, le salon-fumoir, la salle-à-manger et un entresol comprenant des appartements pour le personnel. Le premier étage se divisait en douze chambres Les combles sont elles-mêmes divisées en deux niveaux, un premier étage de comble abritait cinq chambres, un bureau et onze chambres pour les domestiques et un second étage de comble abritait les greniers. 

### Façade nord
La façade nord se compose de trois travées: un avant-corps central couronné par une lucarne-pignon entre deux volutes, et deux avant-corps latéraux. C'est la façade ayant reçu le plus abondant décor sculpté, composé de lucarnes, de frontons, de bas-reliefs de rinceaux habités ornant les murs sous-appuis, ainsi que de nombreux visages en médaillon en haut-relief encadrés de volutes.

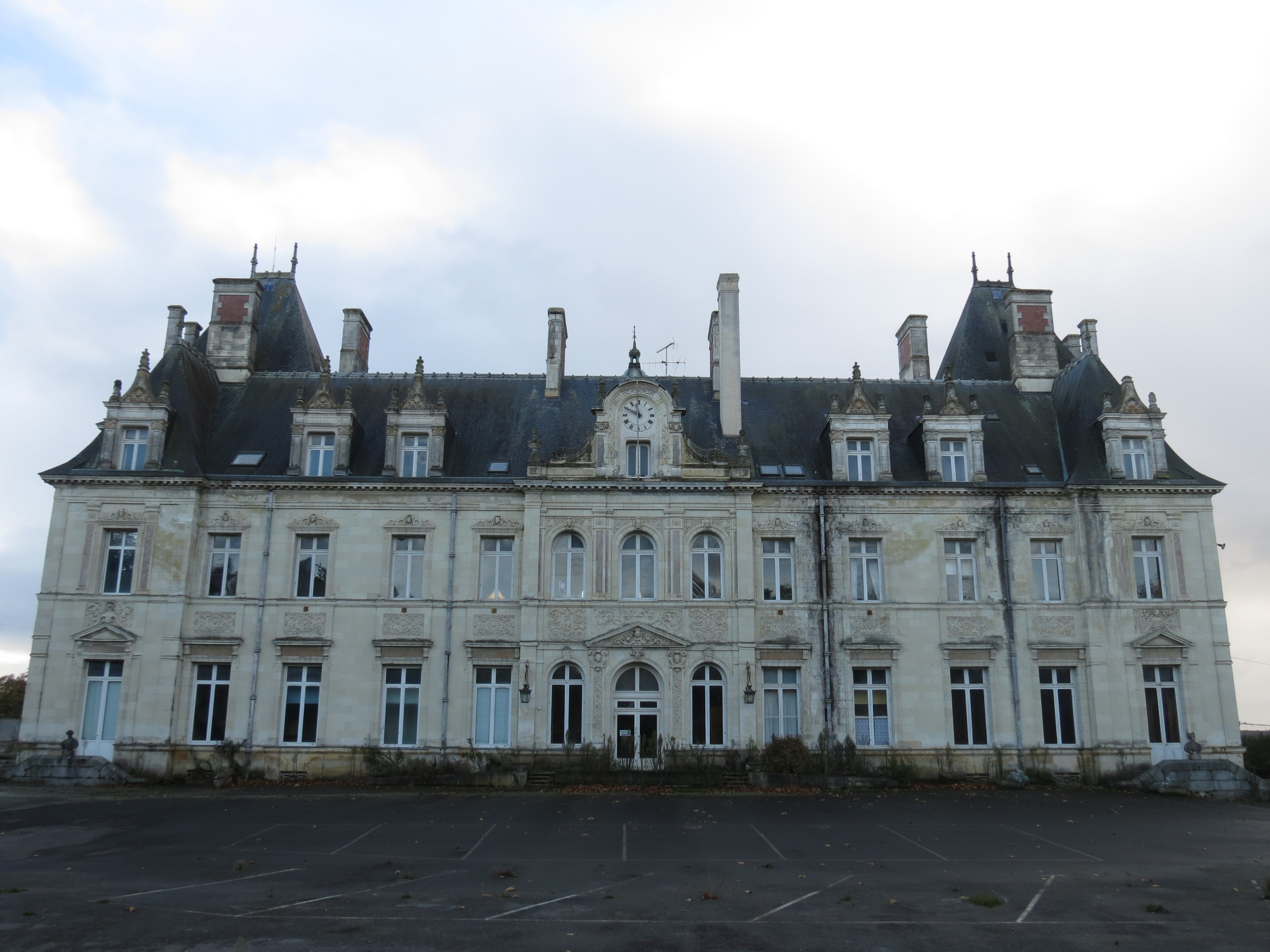
Façade Nord réhabilitée.
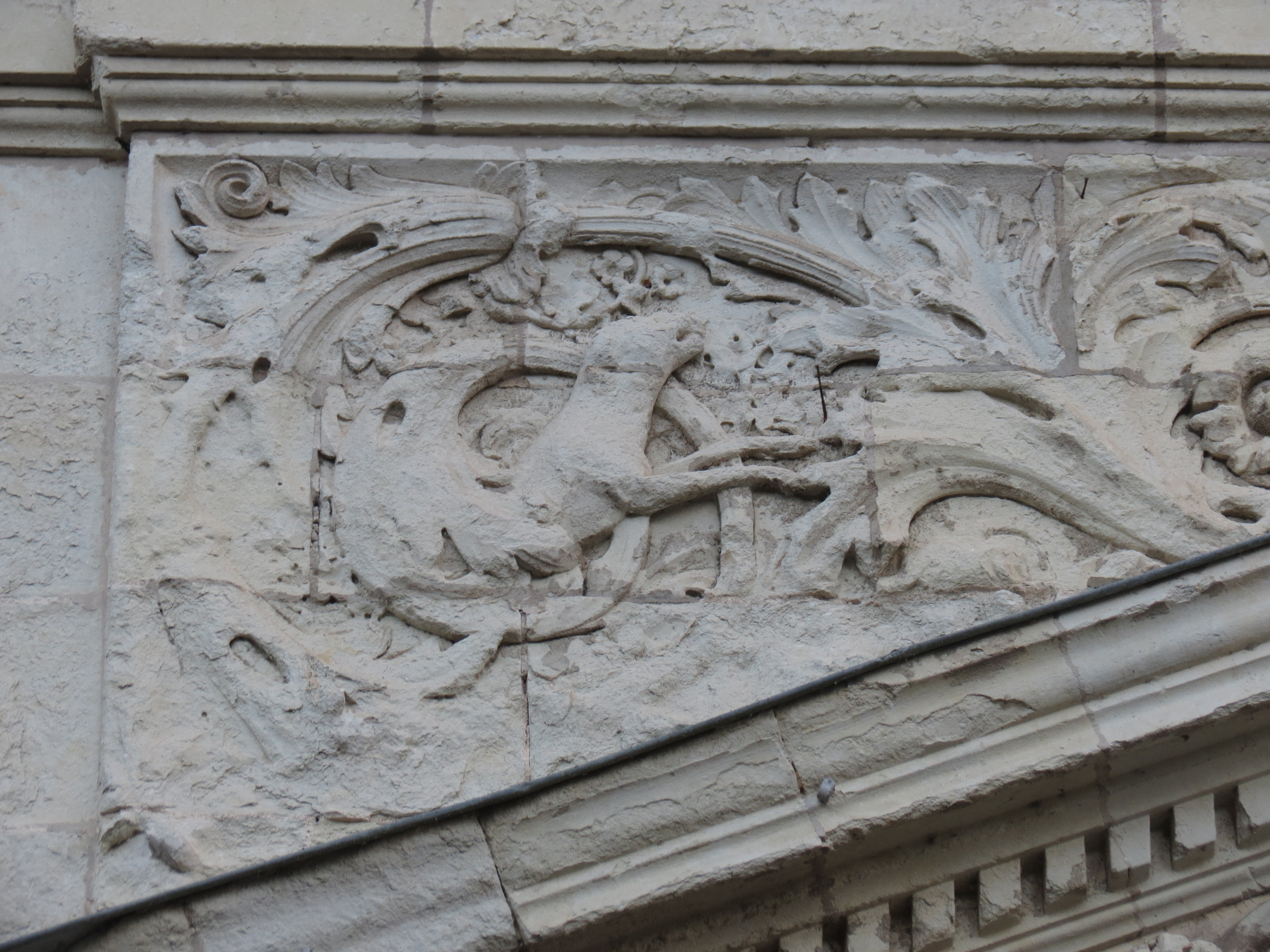
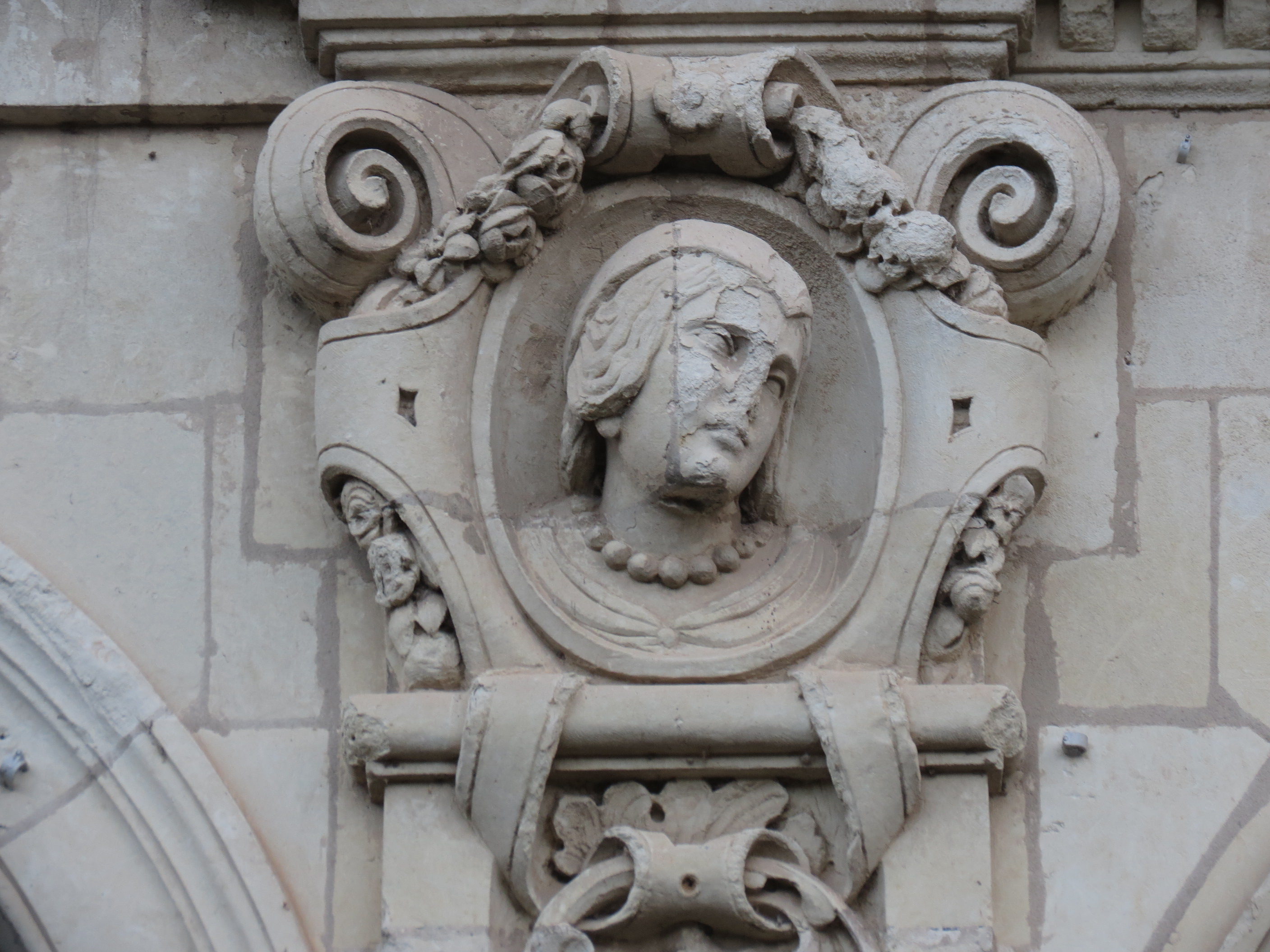
Détail.
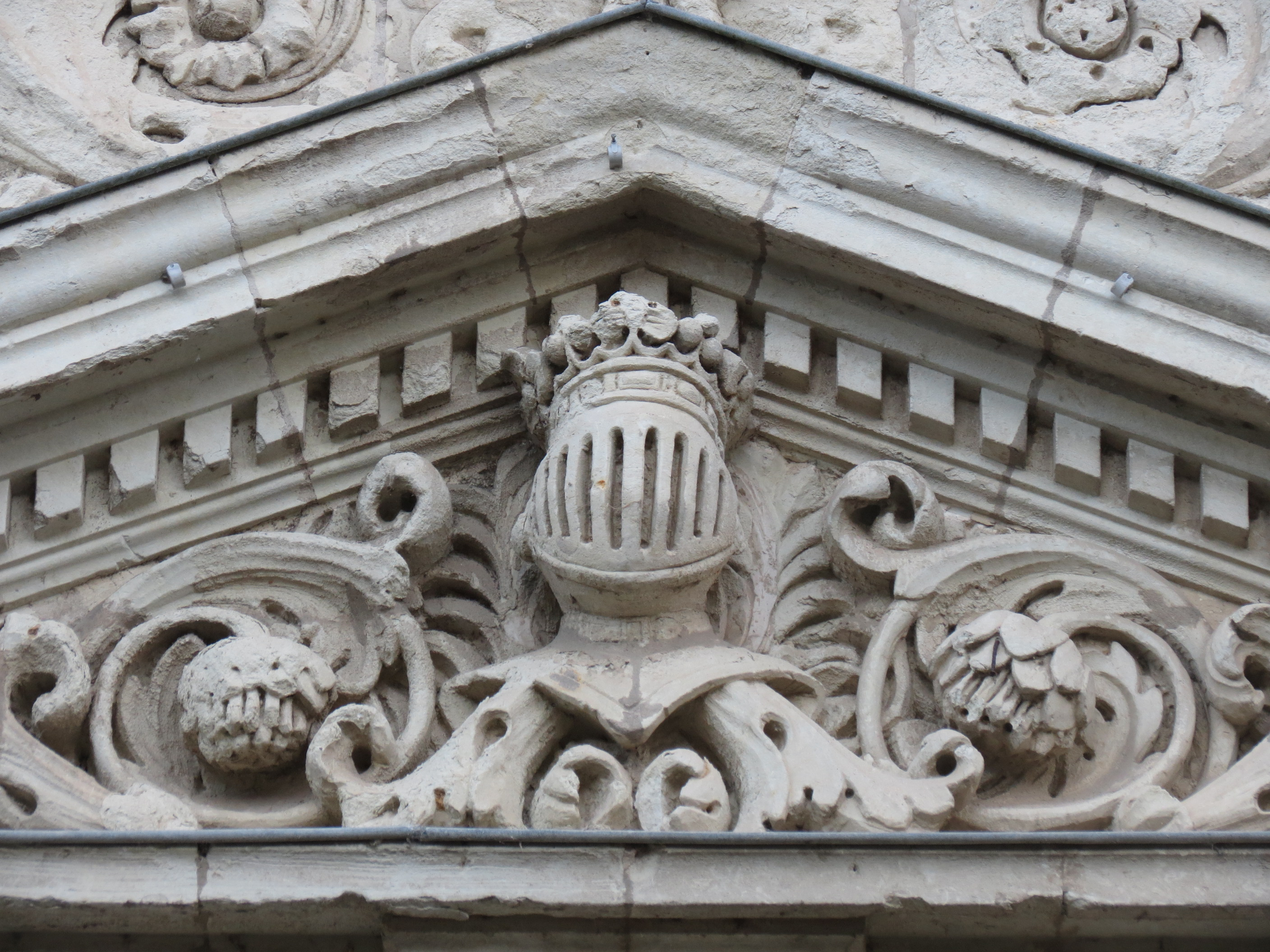
Détail du fronton de la porte.
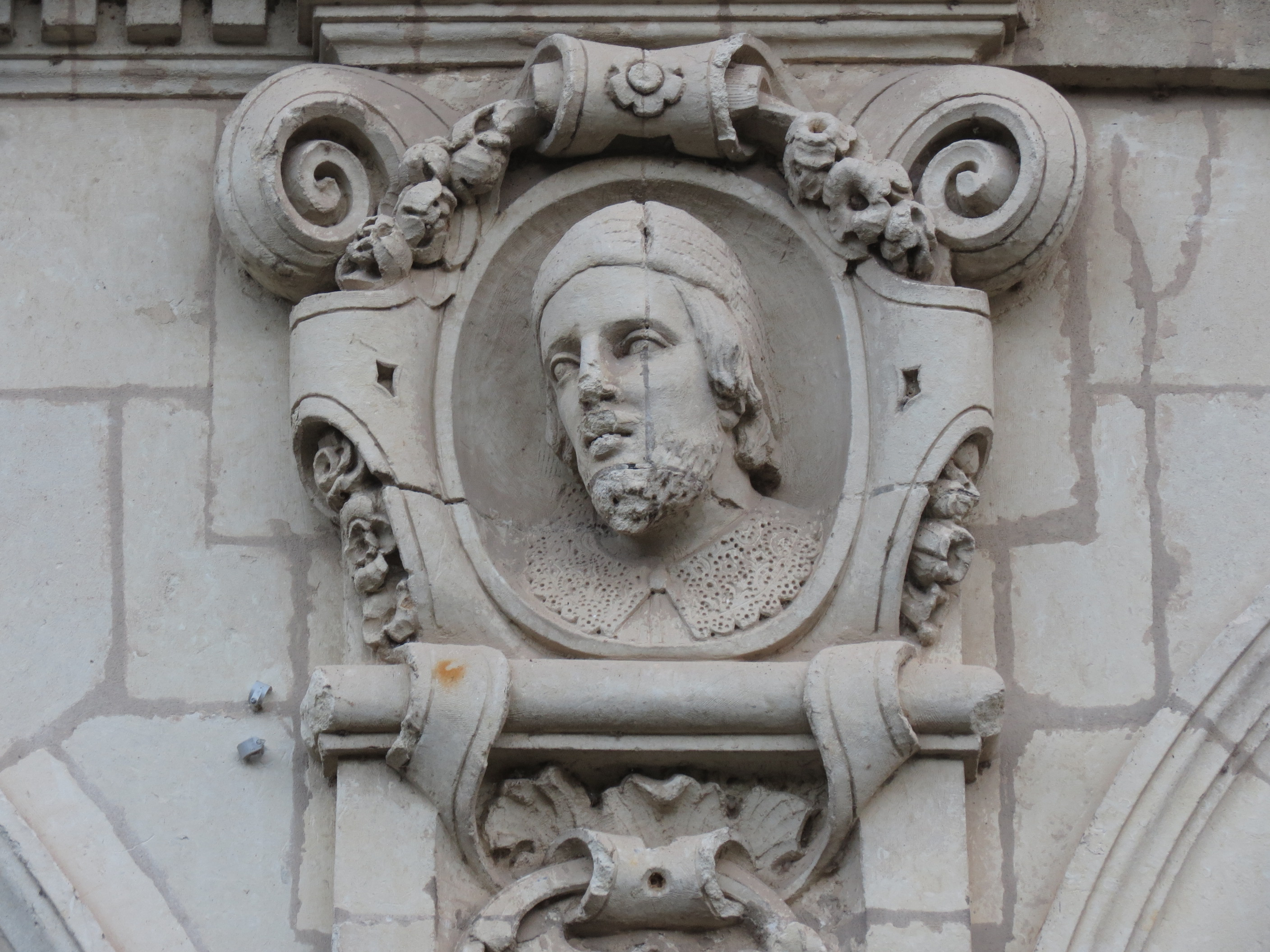
Détail.
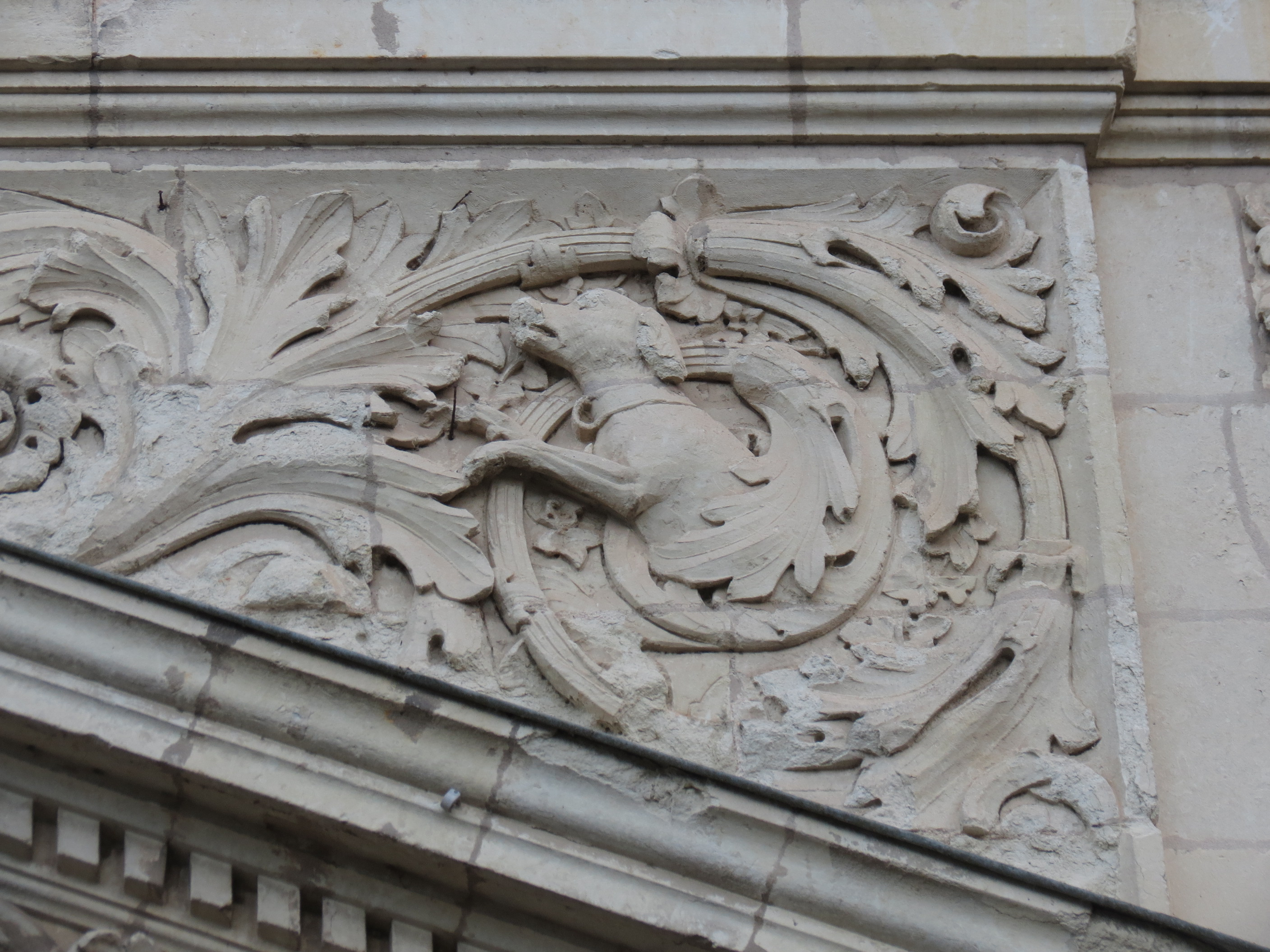
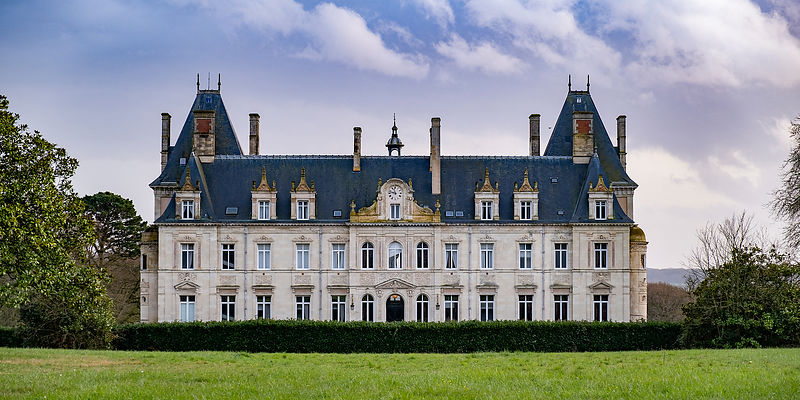

### Façade sud
Sur la façade sud, les avant-corps latéraux sont plus saillants que l'avant-corps central. Ils présentent un étage d'attique et sont couverts par de toits en pavillon. L'avant-corps central est orné de niches et est surmonté d'une lucarne-pignon et d'une horloge tandis que son toit est couronné par un lanternon. Deux tourelles sont adossées aux façades ouest et est.

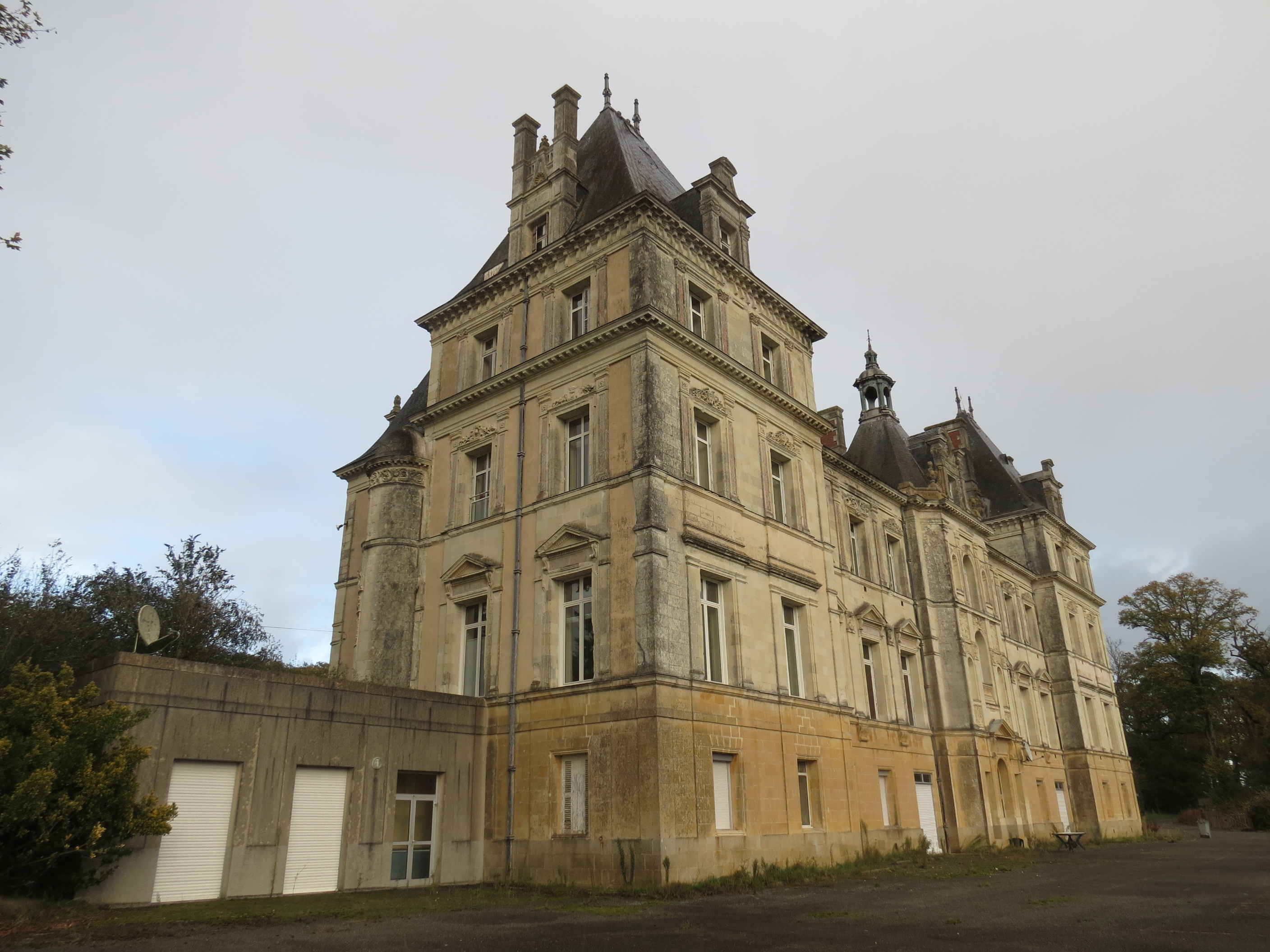
Façade sud du château.

### Intérieur
On accède à l'intérieur du château par la porte d'entrée en plein cintre. Celle-ci donne accès à un vaste vestibule d'entrée où se tient un grand escalier tournant à deux volées avec départ central droit. Le vestibule et l'escalier sont ornés de colonnes en faux marbre avec des chapiteaux ioniques tandis que la rampe d'appui de l'escalier lui-même est en marbre blanc. L'intérieur actuel du château a été remanié de manière très importante lors de son aménagement en centre d'accueil pour adultes handicapés. Seuls la salle de billard, le grand salon et la bibliothèque ont conservé leur décoration d'origine. La bibliothèque a reçu un décor peint de fausse voûte avec des amours représentant les saisons et les arts peints en grisaille.
L'ensemble du mobilier d'origine a été vendu.

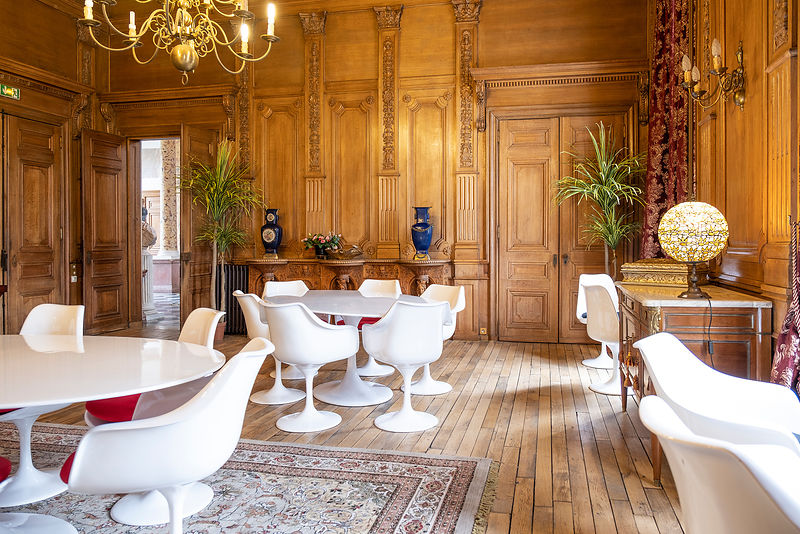
Salle à manger restaurée 2019.
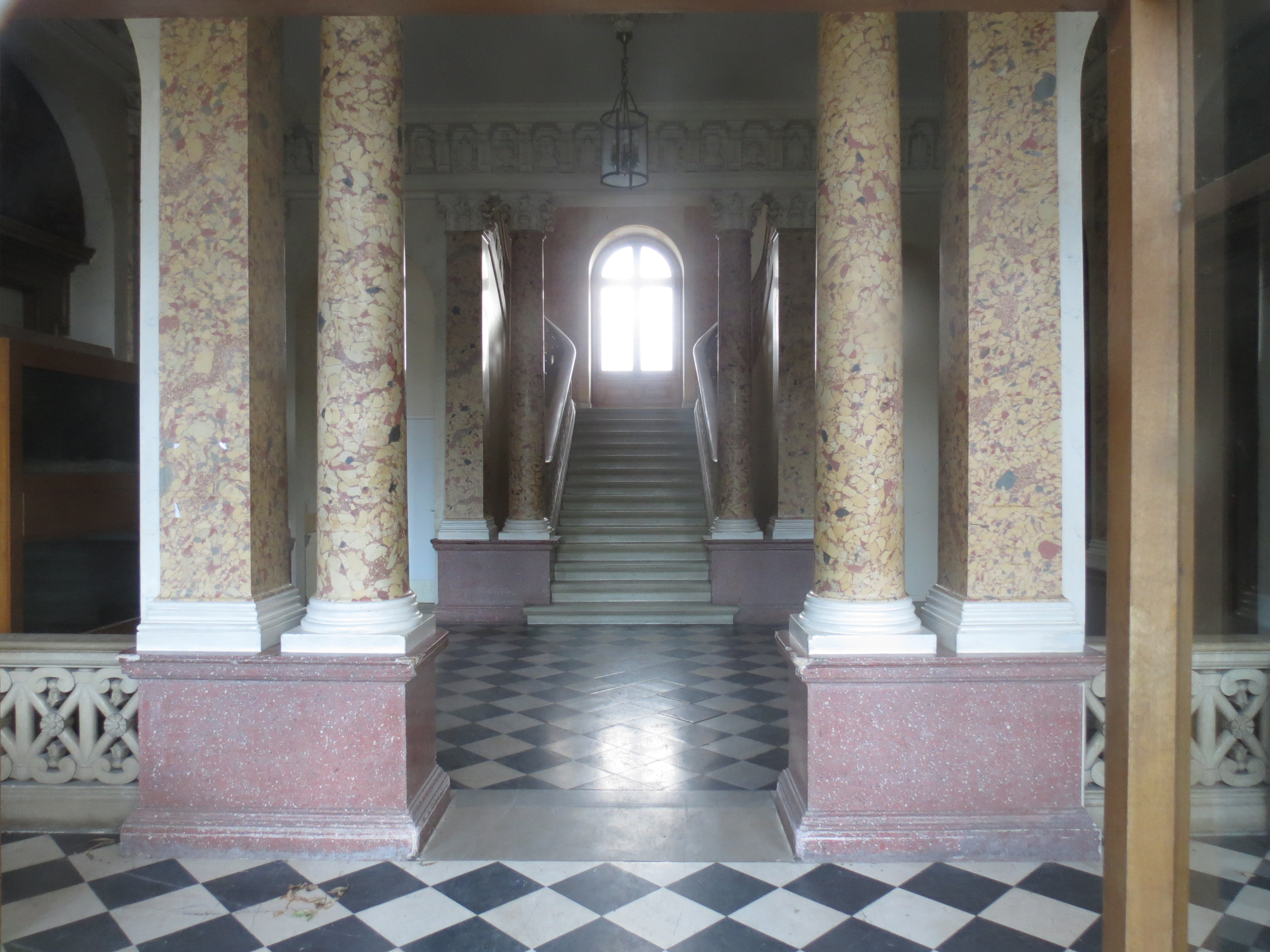
Vue de l'entrée, avec escalier principal.

## Le parc
Le parc a été dessiné par le comte de Choulot entre 1848 et 1864 comme le paysagiste l'indique lui-même en annexe de son ouvrage l'Art des Jardins. Il semble que l'aménagement du parc ait, lui, été réalisé ou confié à Jolly.

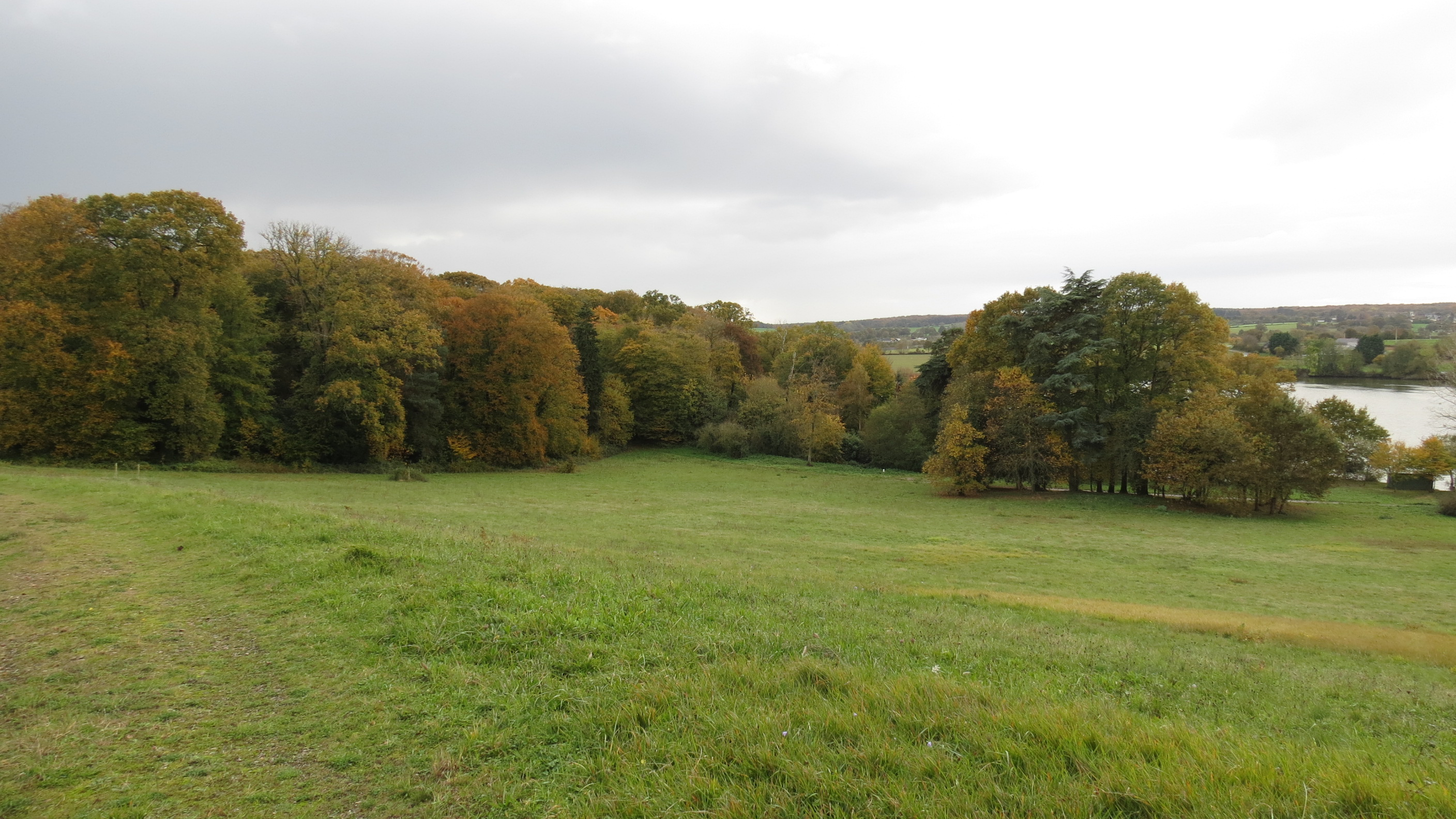
Vue du parc en automne. En arrière-plan, l'étang de Tressé.
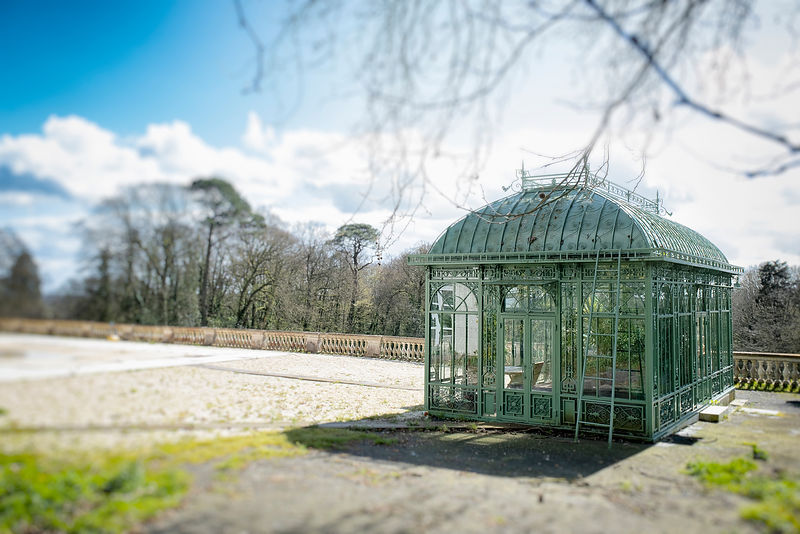
Verrière d'époque.

## Dépendances du château
Plusieurs autres constructions sont présentes autour du château et dans le parc. Certaines datent du XIXe siècle lors de son édification, d'autres ont été rajoutées dans la seconde moitié du XXe siècle lors de la transformation de l'ensemble en hôpital et en foyer occupationnel.
On trouve notamment dans le parc une glacière, un kiosque, ainsi que les anciennes écuries, corps de garde et dépendances du château.

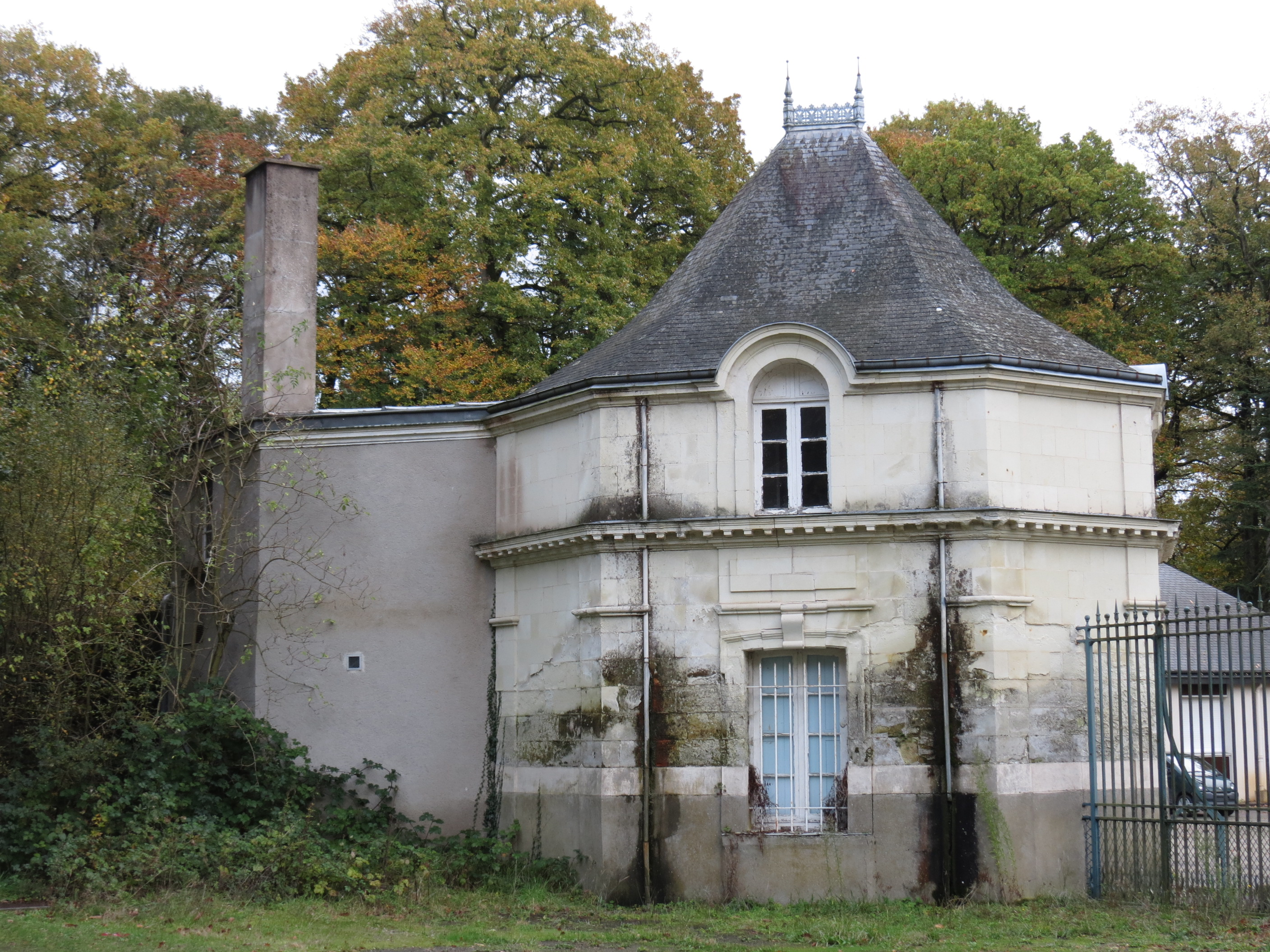
Corps de garde est.
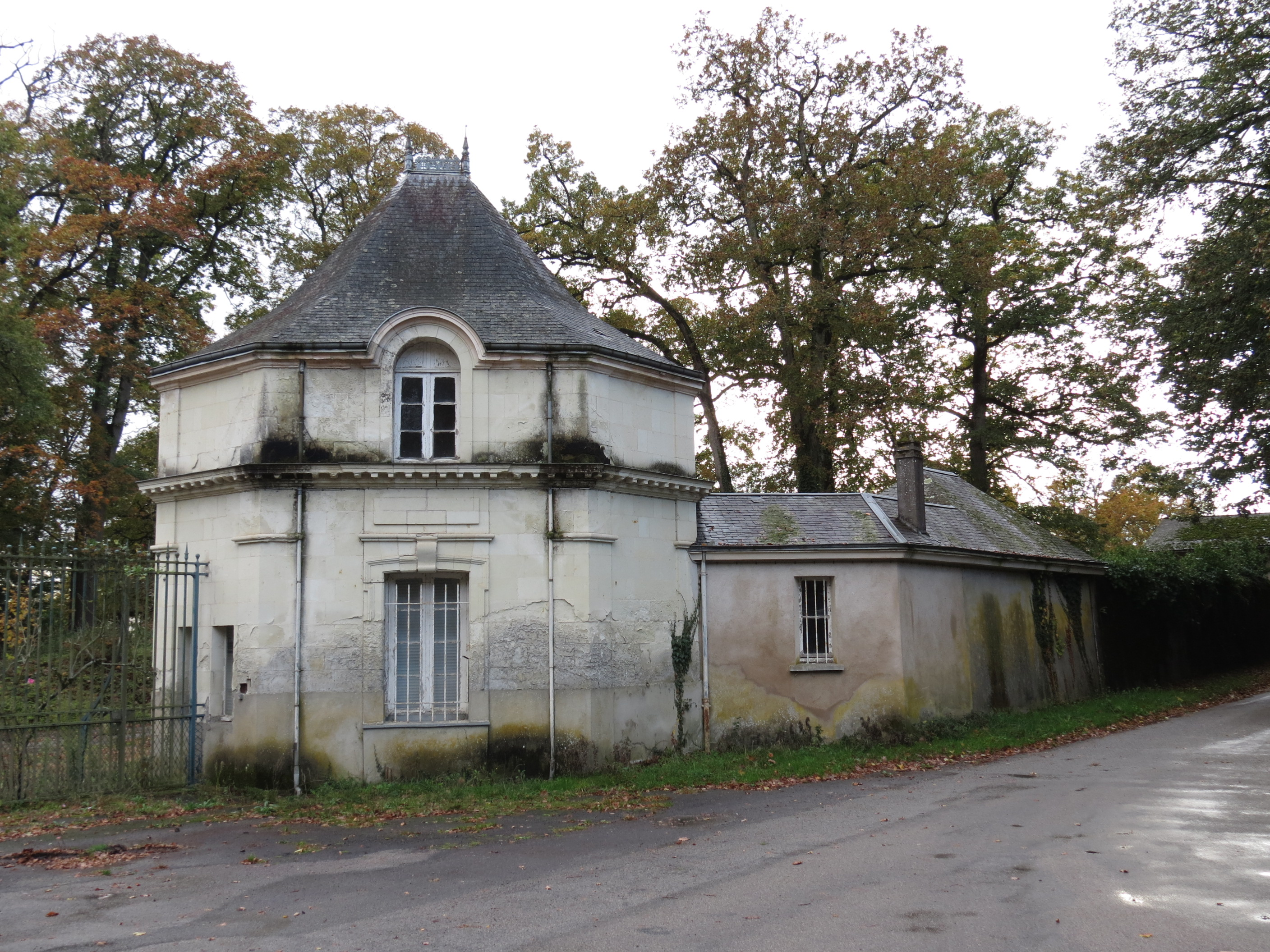
Corps de garde ouest.
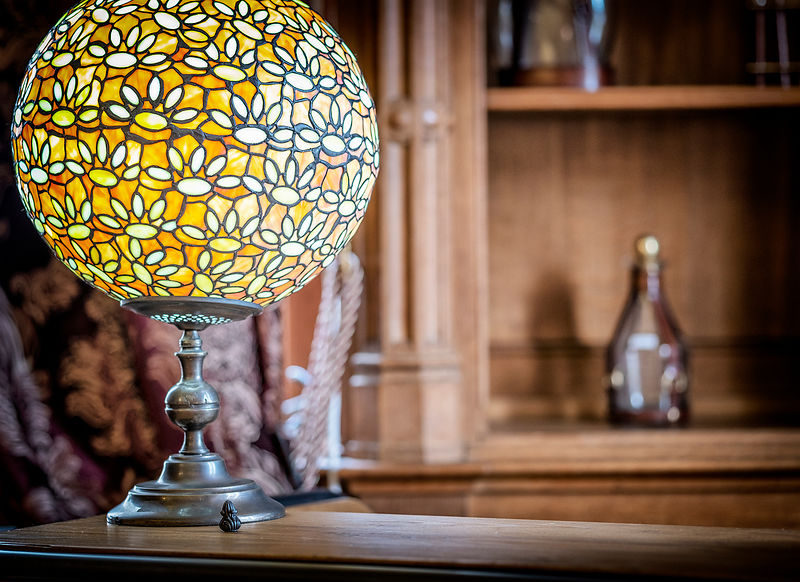
fumoir intérieur restauré 2019
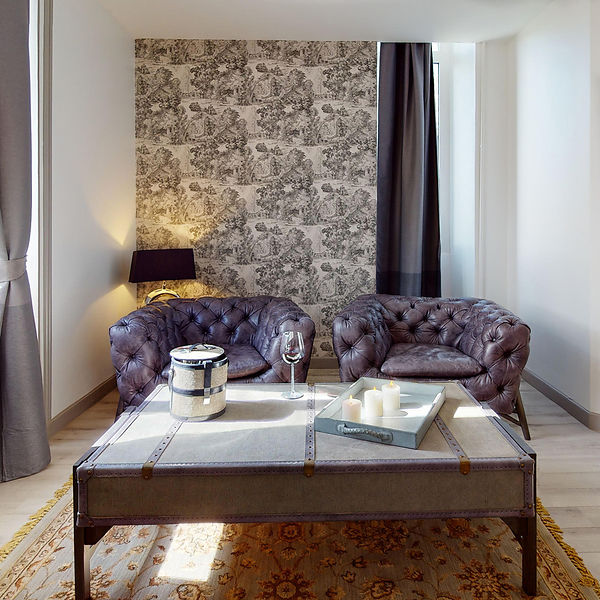
Chambre restaurée second niveau en  2019